# Suicide Tuesday
Suicide Tuesday — второй студийный альбом 2008 года британской группы Hyper. На гитаре играет Джим Дэвис. Лирой Торнхилл из The Prodigy выступает вокалом в треках Let Me In, Touch и Push It.

## Список композиций
CD
1. Centre Attraction 3:39
2. Let Me In 3:32
3. I’m An Image 4:08
4. Jabba 3:45
5. Touch 4:07
6. Replica 4:21
7. Deteriorate 3:36
8. No Rockstars 5:34
9. Push It 4:21
10. It’s Sick 5:52